# Plac Wolności
Plac Wolności, česky náměstí Svobody, je náměstí a městský park v historické centrální čtvrti Stare Miasto (Staré Město) města Opole (Opolí) v okrese Opole v Opolském vojvodství v jižním Polsku. Nachází se na pravém břehu kanálu Młynówka řeky Odry.

## Historie a popis

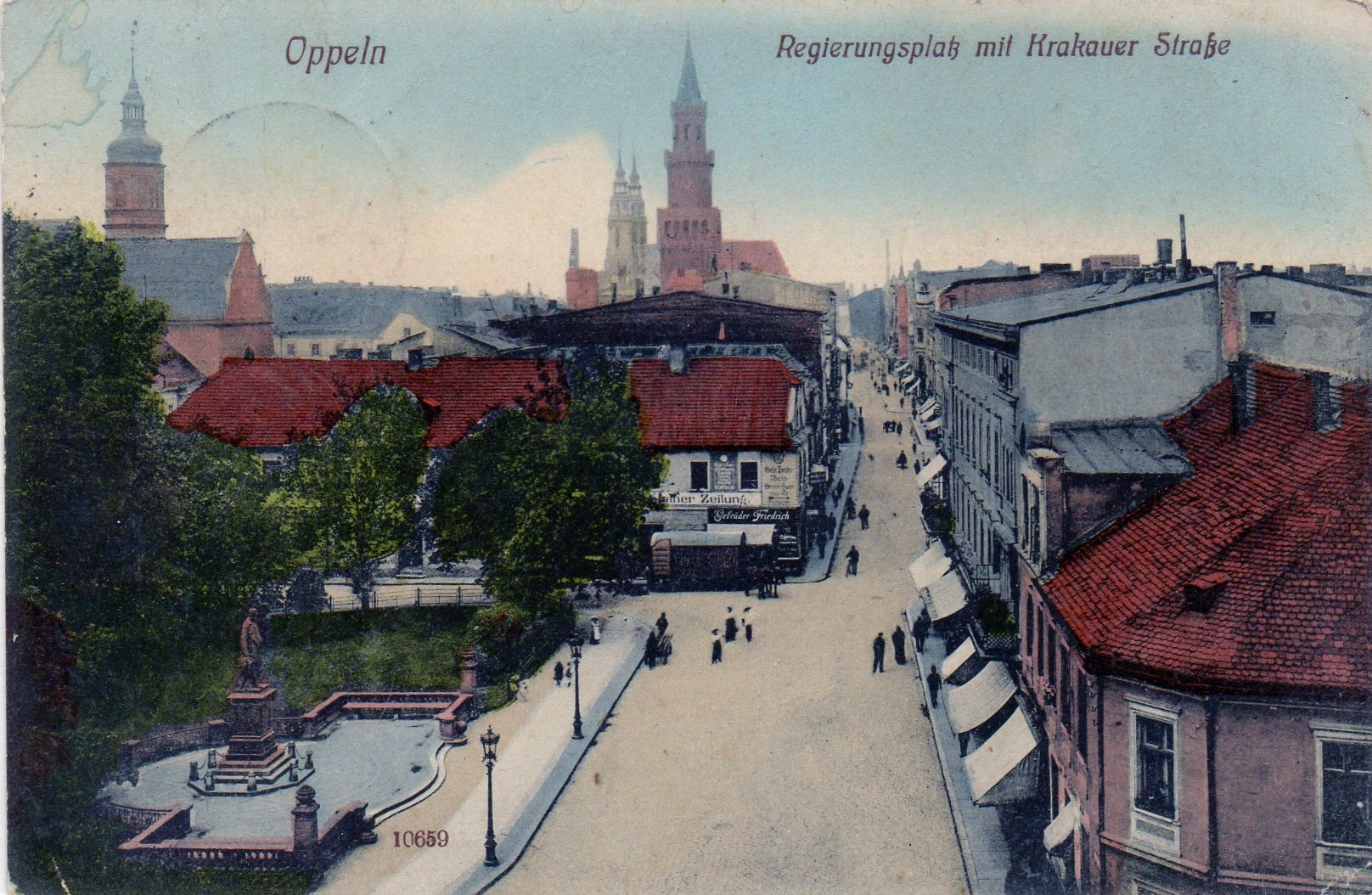
Historická fotografie

Ve středověku se náměstí Plac Wolności nacházelo za městskými hradbami. V roce 1473 nechal opolský kníže Mikuláš I. opolský (Mikołaj I opolski) se svou manželkou a se souhlasem papeže postavit klášter pro bernardýnské minority na pozemku dnešního Placu Wolności. V roce 1833 se zde postavila správní budova Opolského regentství (Rejencja opolska, Regierungsbezirk Oppeln), podle které získalo místo první název Regierungsplatz. V roce 1891 byla na náměstí odhalena socha pruského krále a německého císaře Viléma (Wilhelma) I. Pruského. V roce 1930 přesunulo Opolské regentství své sídlo na ostrov Pasieka a náměstí se přejmenovalo na Annabergplatz. Během druhé světové války byly budovy v místě téměř zcela zničeny. Dnes se na místě bývalé regentské budovy nachází park. V roce 1970 byl na Placu Wolności odhalen vysoký pomník Opolská Niké (Opolska Nike) nazývaný také Pomník Bojovníkům za polskost Opolského Slezska (Pomnik Bojownikom o Polskość Śląska Opolskiego). V roce 2000, byl zde odhalen pomník s dělem ve tvaru Piastovské věže a podstavce ve tvaru Opolského vojvodství, věnovaný boji za Opolské vojvodství. Náměstí Wolności je v posledních letech kompletně rekonstruovné a nachází se zde barevná mozaiková fontána (Fontanna na Placu Wolności), dva památné stromy (Mladší platan javorolistý na náměstí Svobody v Opolí a Starší platan javorolistý na náměstí Svobody v Opolí), venkovní šachové sportoviště Szachownica, Pomník Válčícím s komunismem (Pomnik Walczącym z Komunizmem) aj. V létě se na místě konají četné koncerty.

## Další informace
Místo je celoročně volně přístupné.

## Galerie

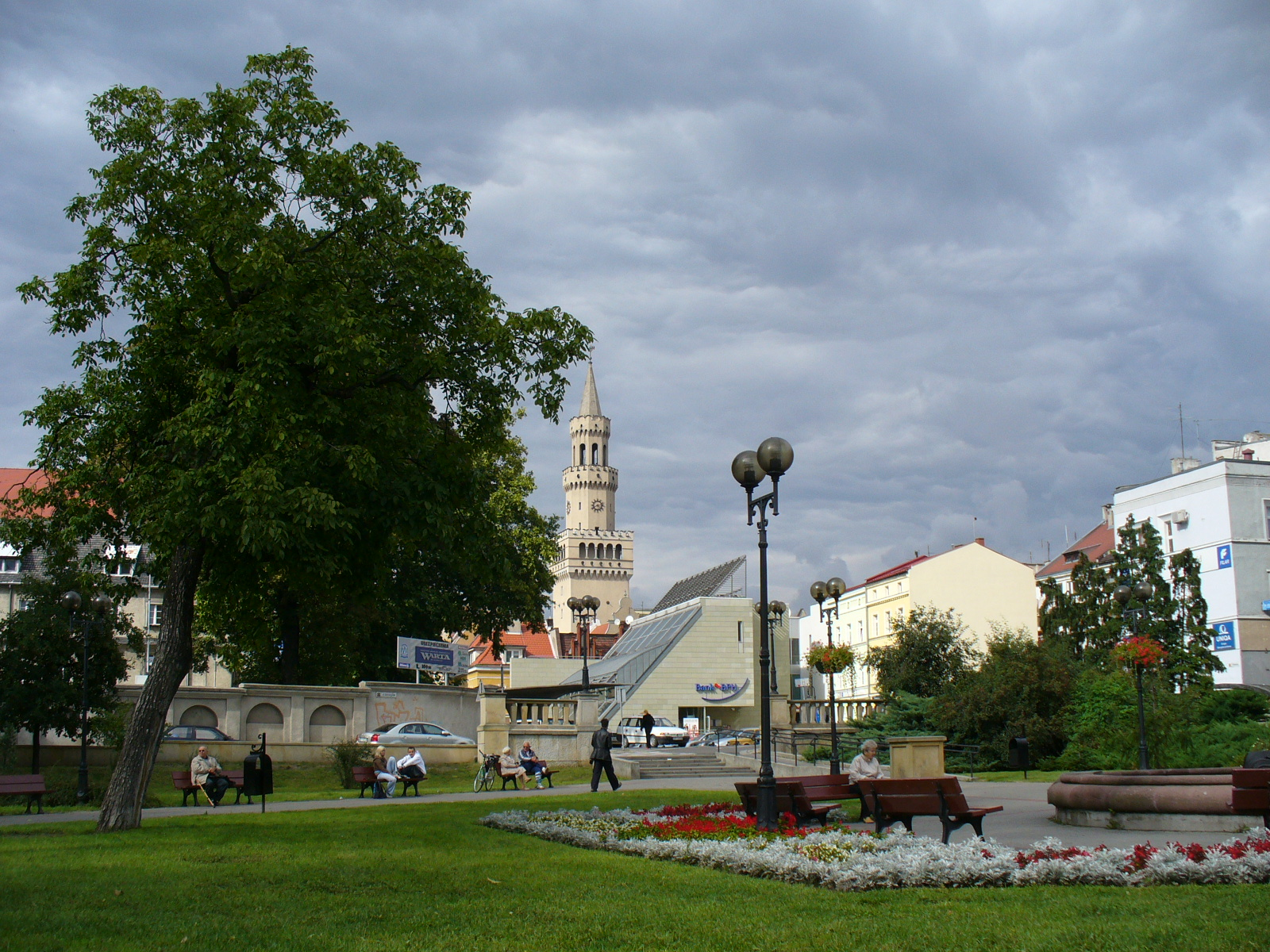
Parková úprava náměstí
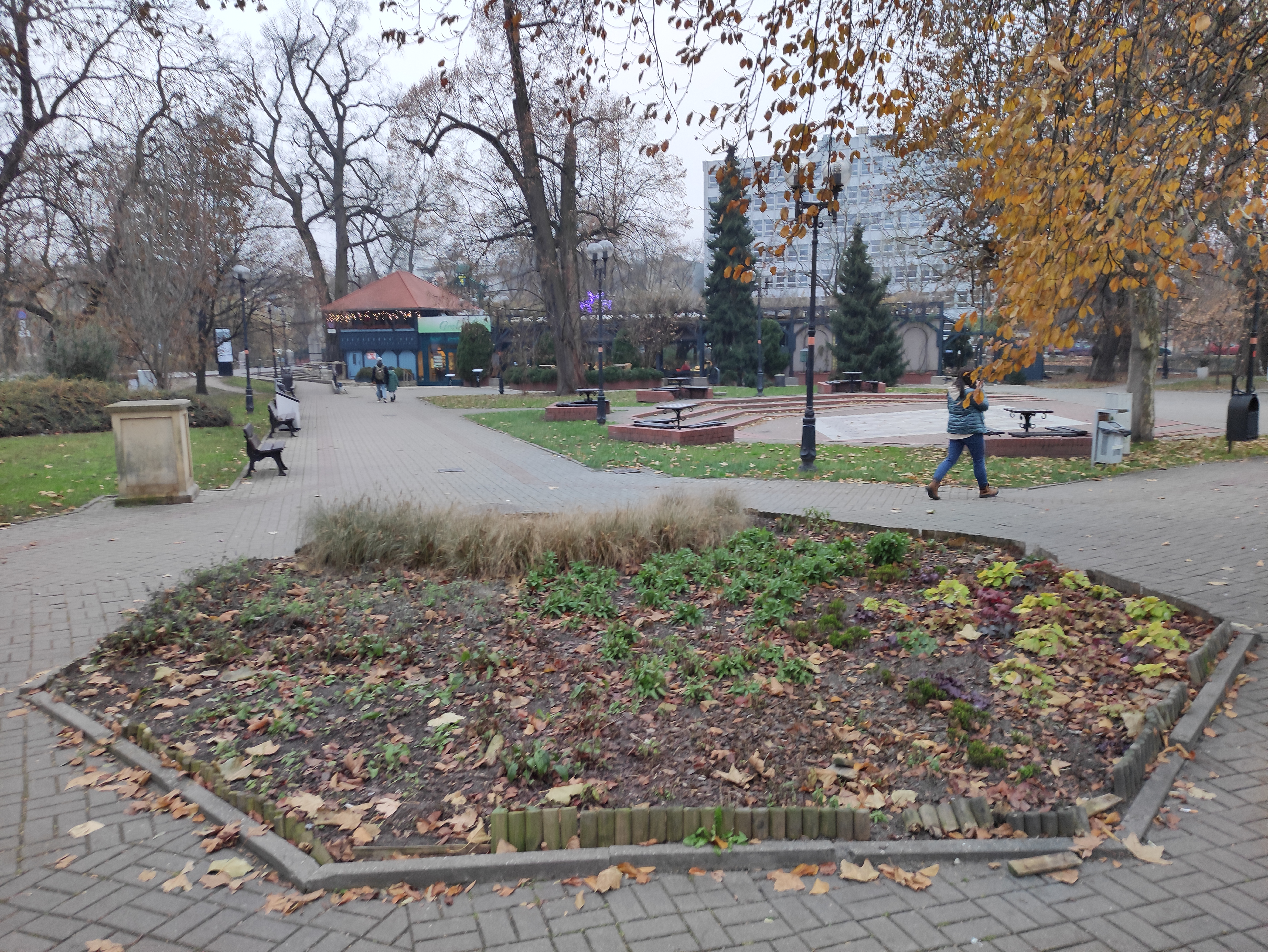
Parková úprava náměstí
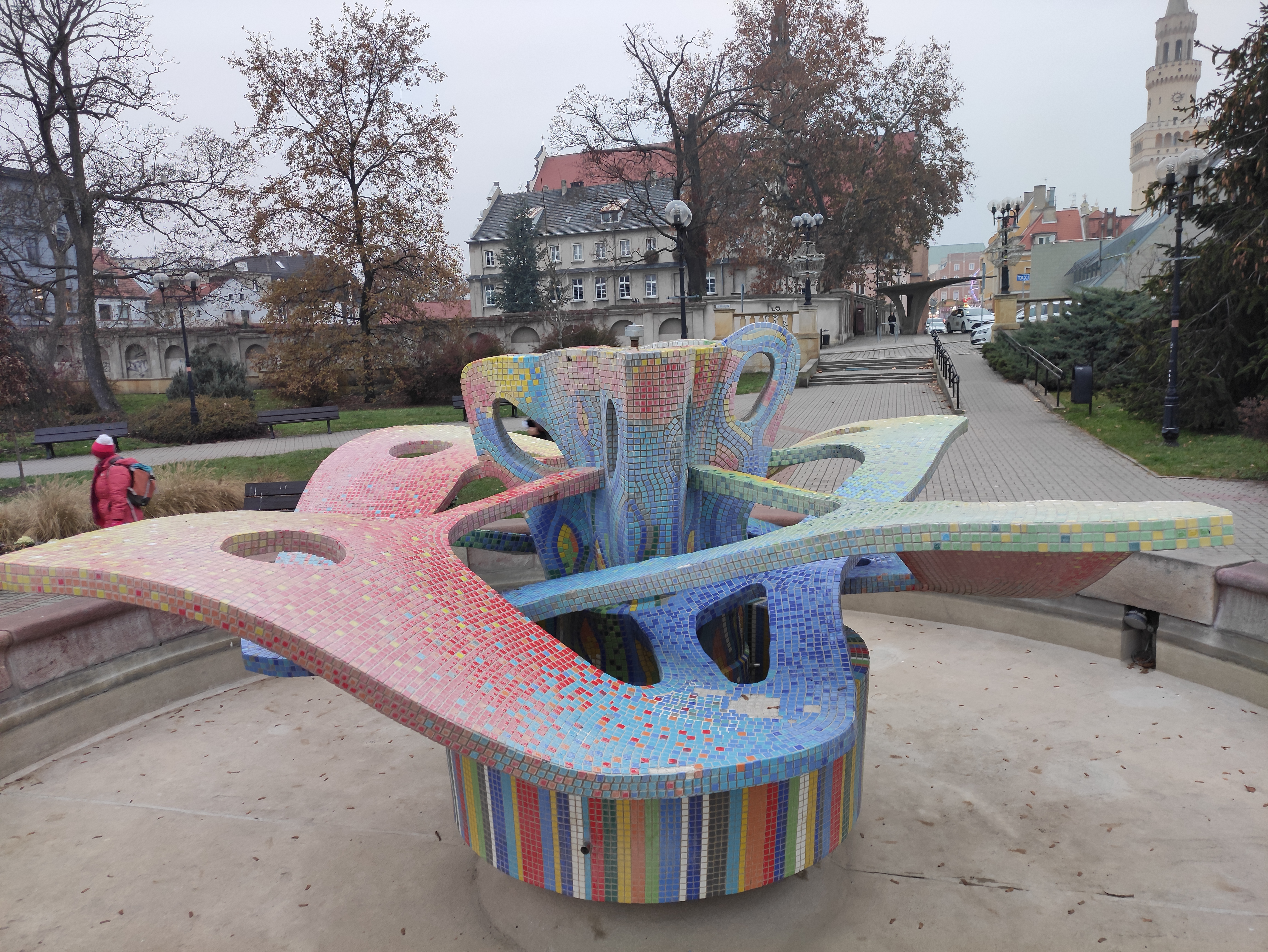
Fontanna na Placu Wolności
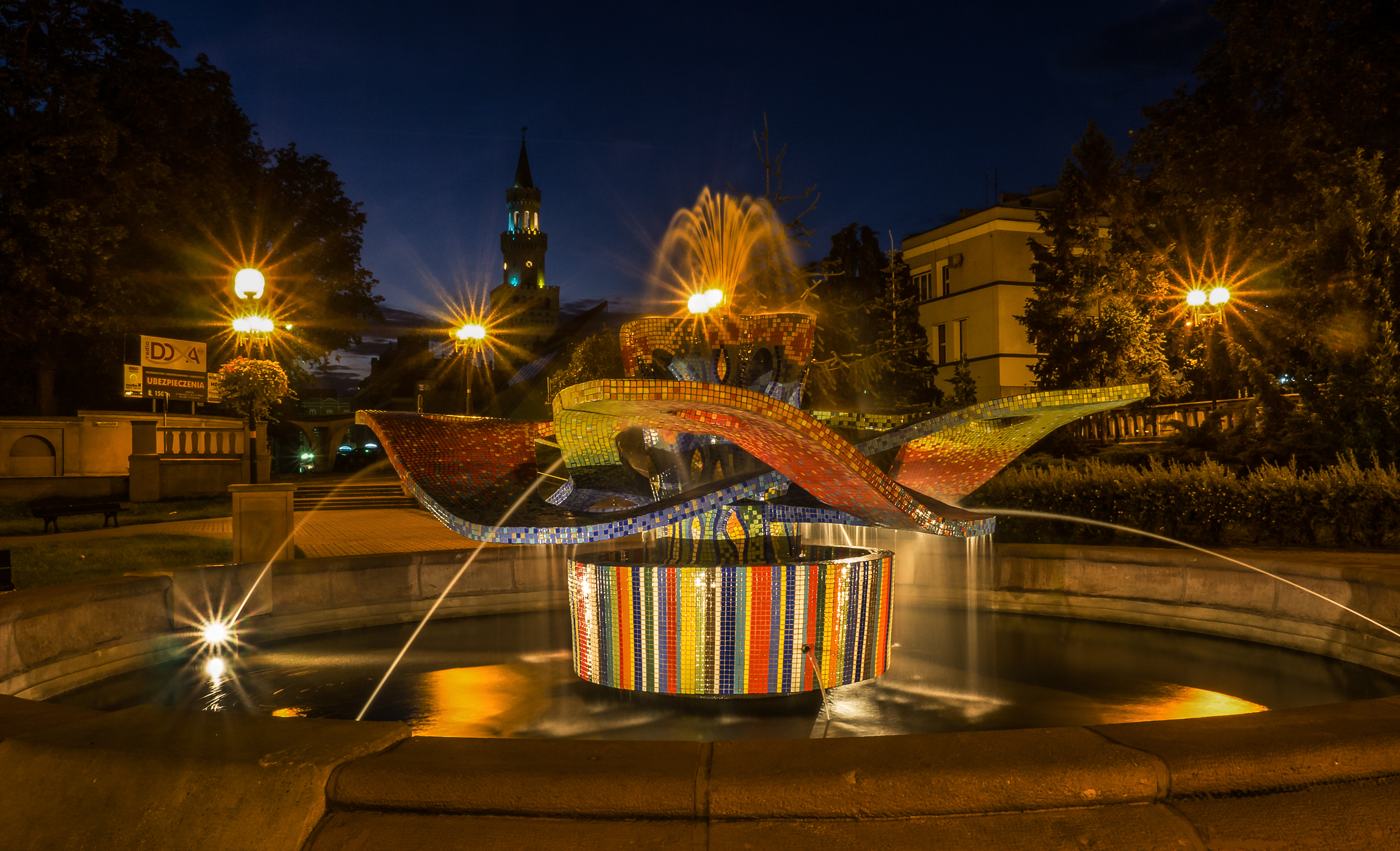
Fontanna na Placu Wolności
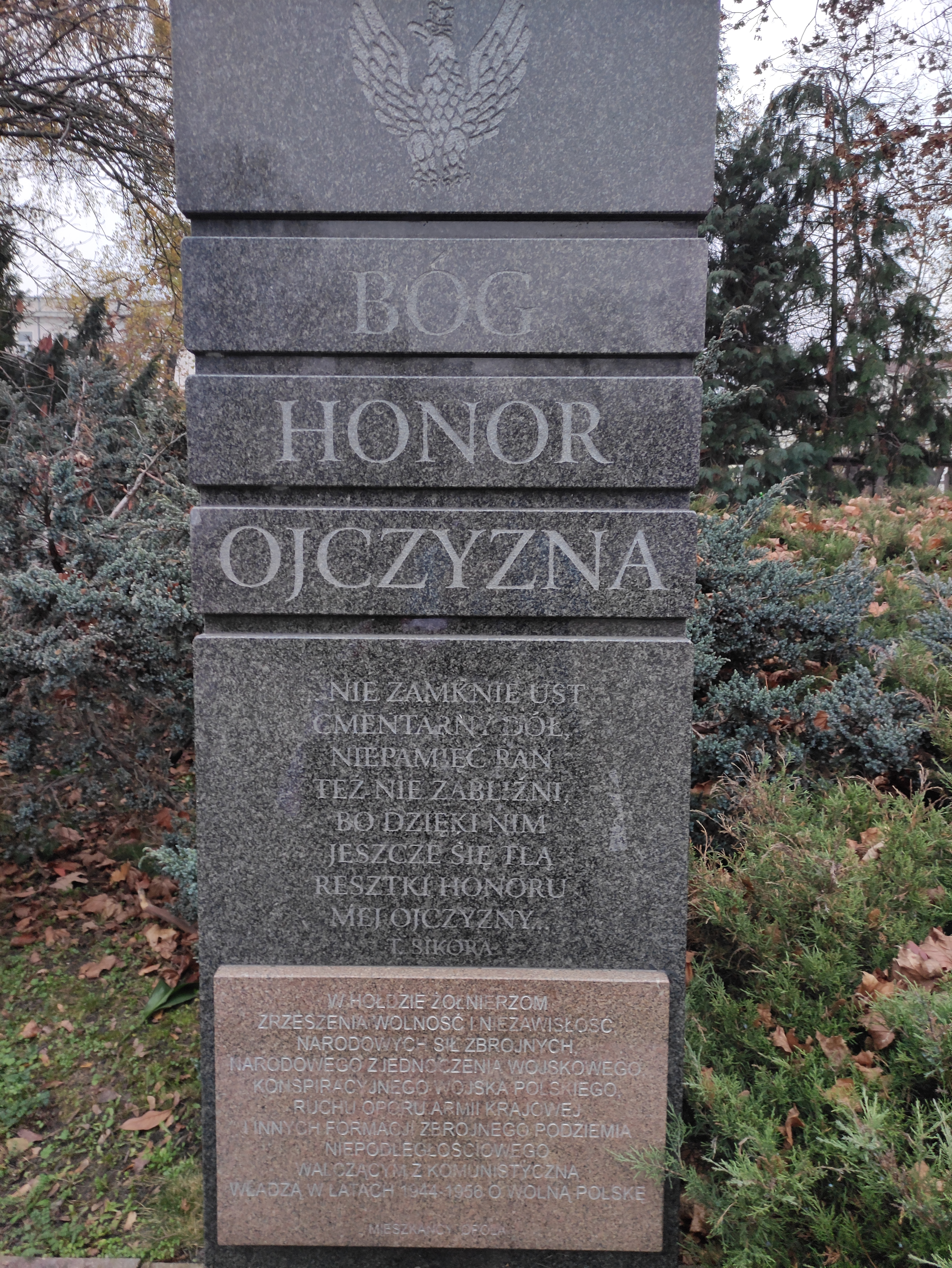
Pomník Válčícím s komunismem
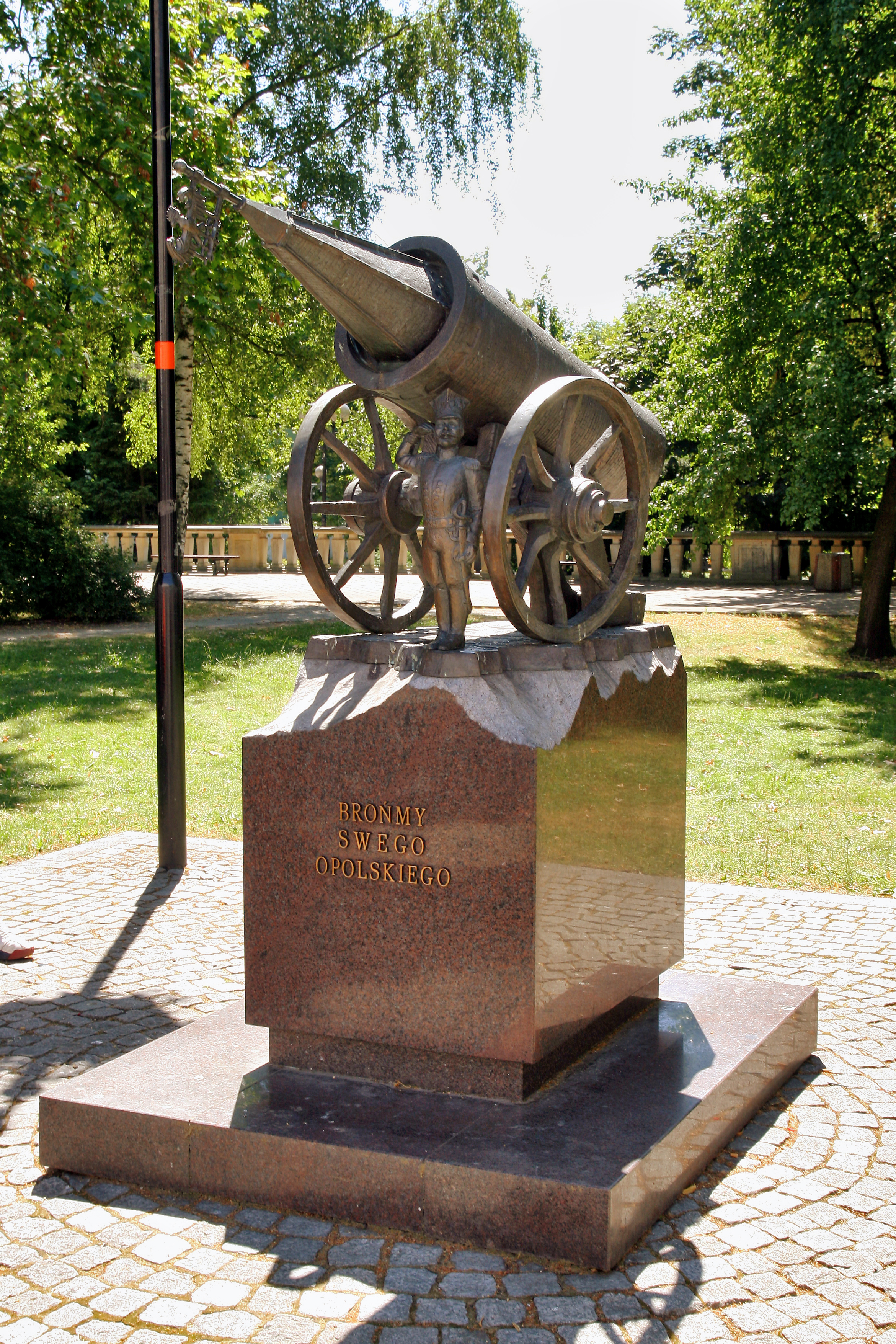
Památník věnovaný obráncům Opolí
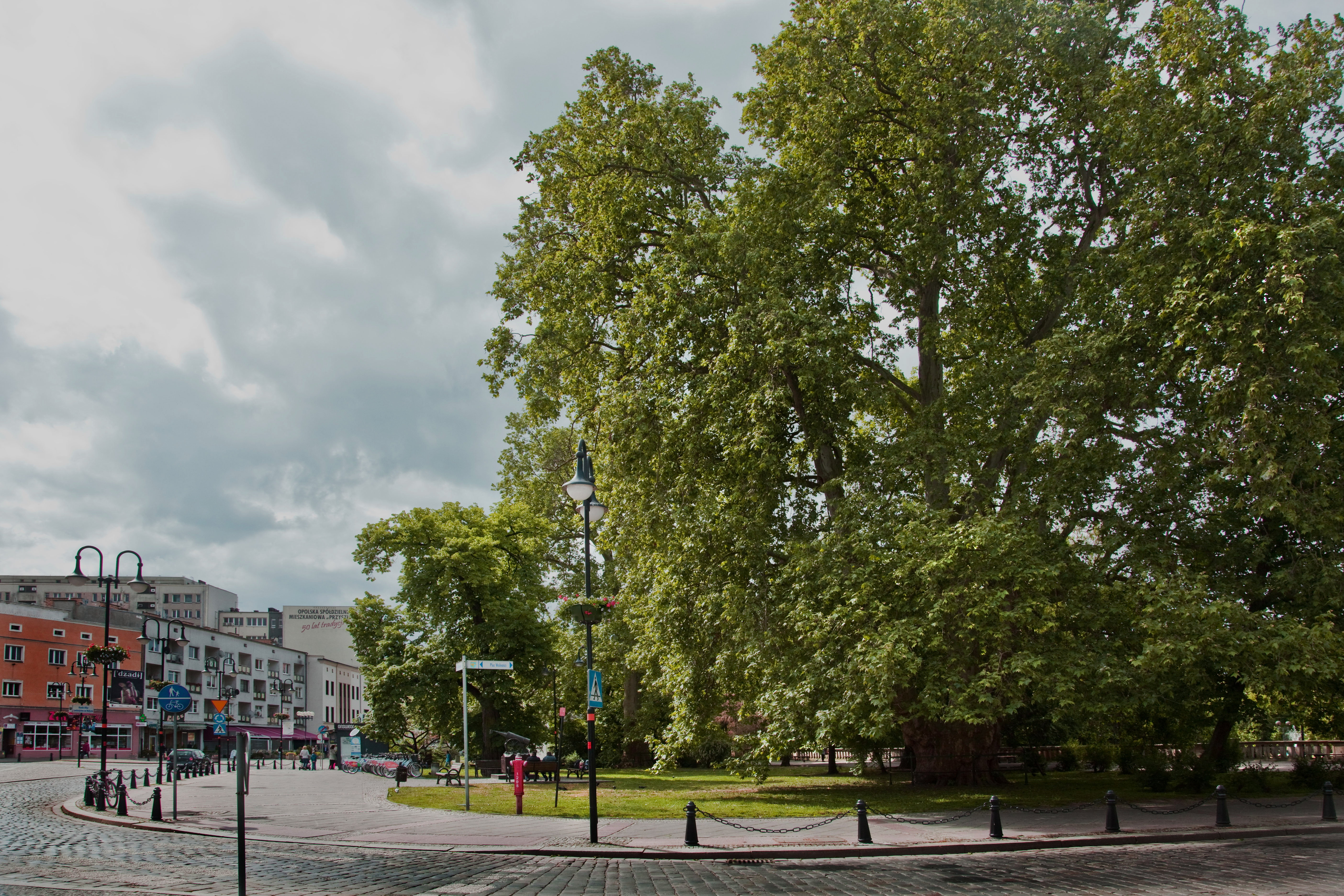
Parková úprava náměstí
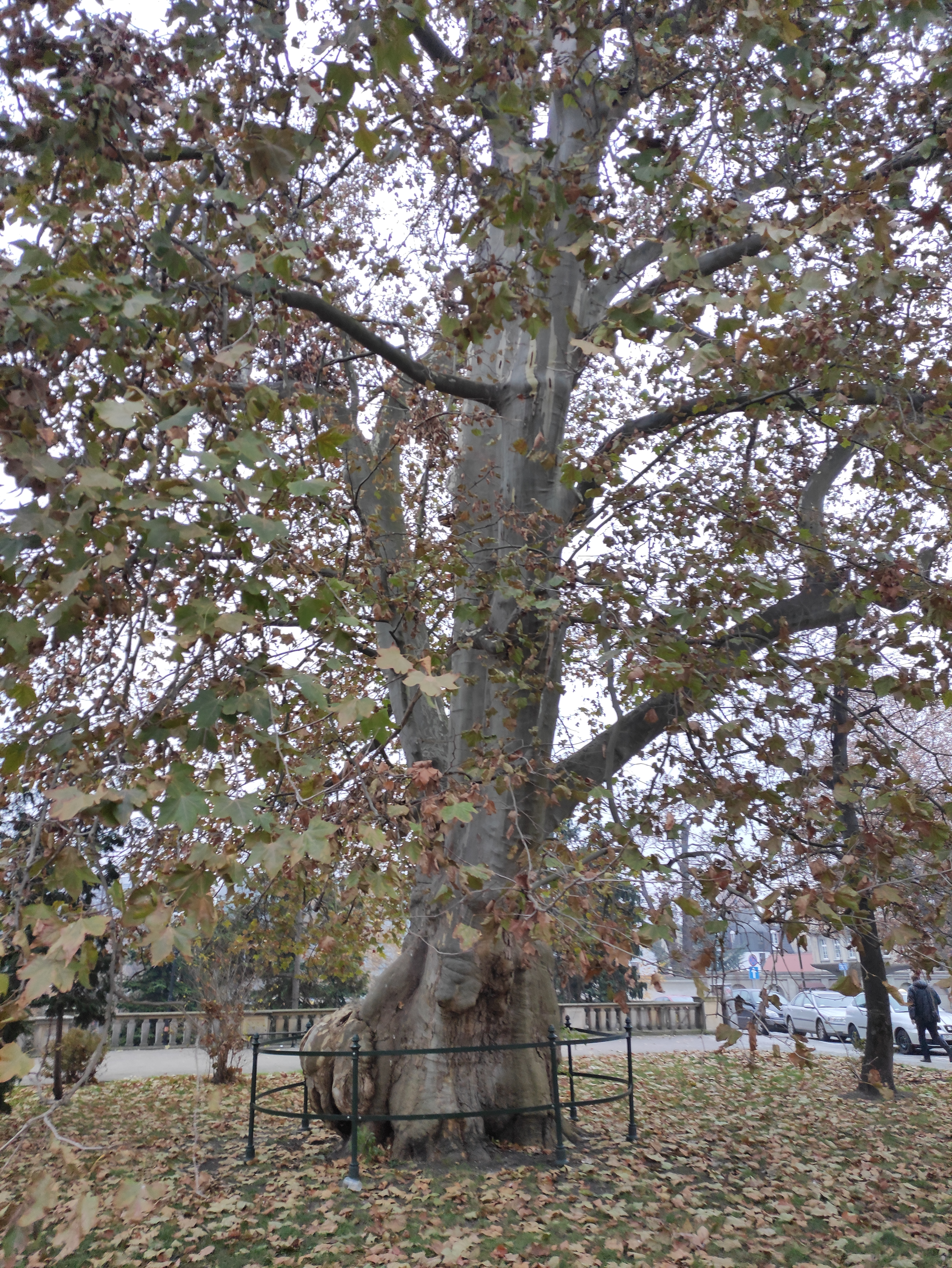
Mladší platan javorolistý
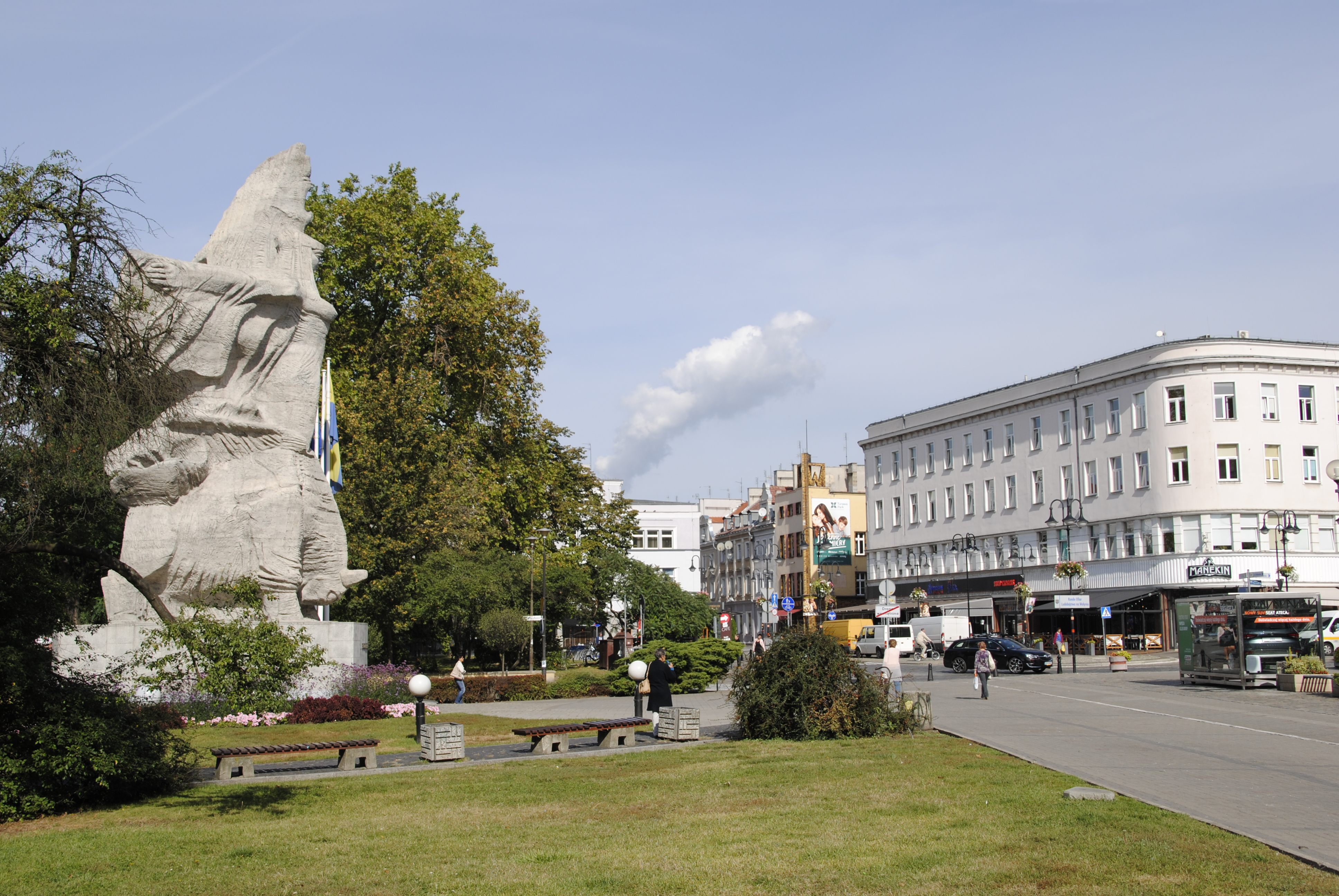
Opolská Niké
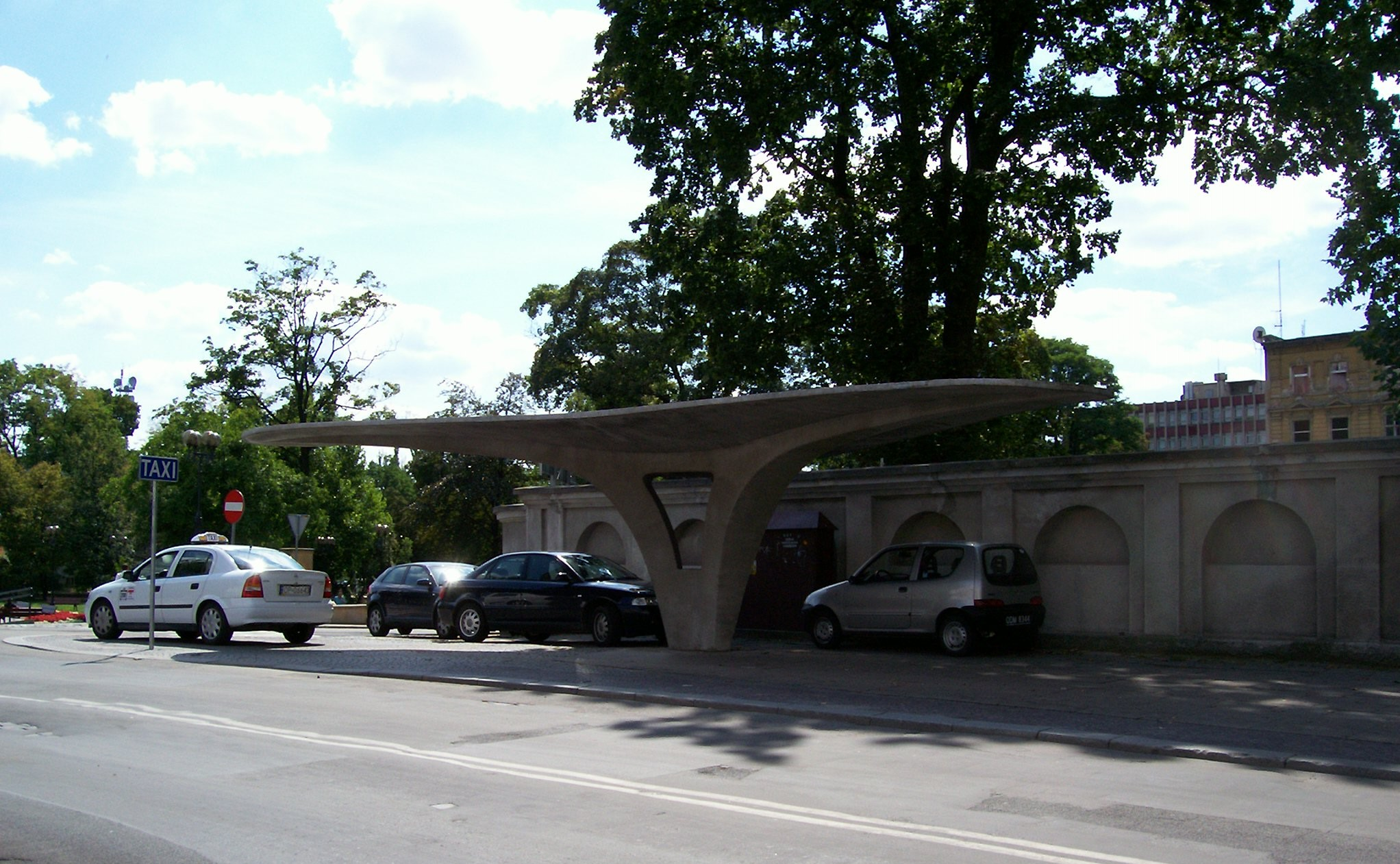
Stanoviště taxi
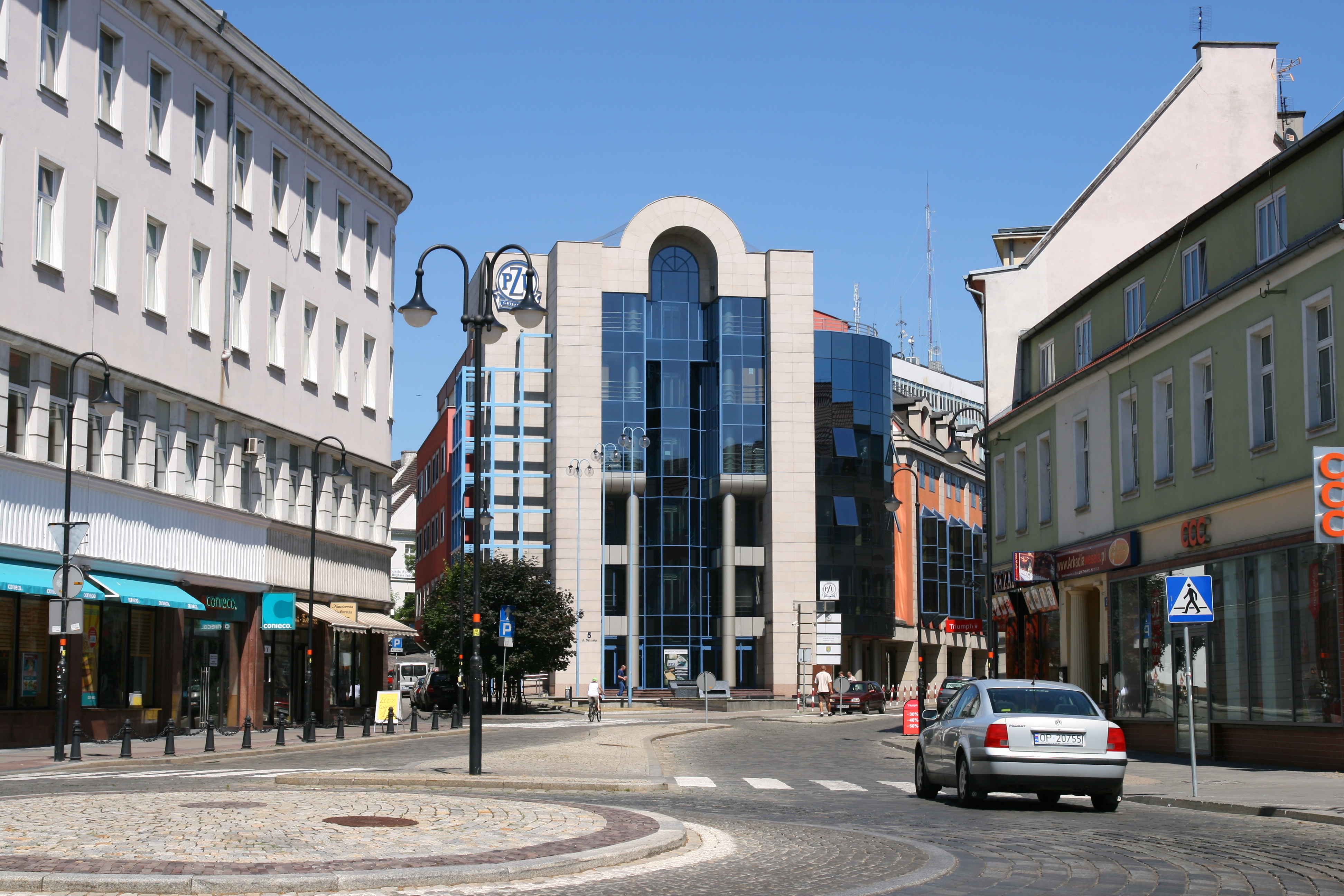
Kruhový objezd u náměstí